# Aéroport Kingsford-Smith de Sydney
L'aéroport Kingsford-Smith de Sydney (code IATA : SYD • code OACI : YSSY), plus simplement connu en tant qu'aéroport de Sydney (en anglais : Kingsford Smith International Airport ou Sydney Airport), qui porte le nom de Sir Charles Kingsford Smith, pionnier australien de l'aviation, est situé à Mascot en banlieue de Sydney, ville la plus peuplée d'Australie et capitale de l'État de Nouvelle-Galles du Sud, sur la côte sud-est de l'île d'Australie. 
Il constitue le principal aéroport d'Océanie avec près de 40 millions de passagers et 290 000 mouvements d'avions par an (données 2007) et la plateforme de correspondance principale de la compagnie australienne Qantas. Situé sur Botany Bay, il compte trois pistes et trois terminaux : deux domestiques et un international. Il est desservi par la ligne T8 du réseau Sydney Trains.

## Situation
| Alice Springs Sydney Melbourne Brisbane Perth Adélaïde Darwin Gold Coast Cairns Hobart Canberra Townsville Launceston Newcastle Mackay Sunshine Coast Port Hedland Ayers Rock-Uluru |

## Galerie

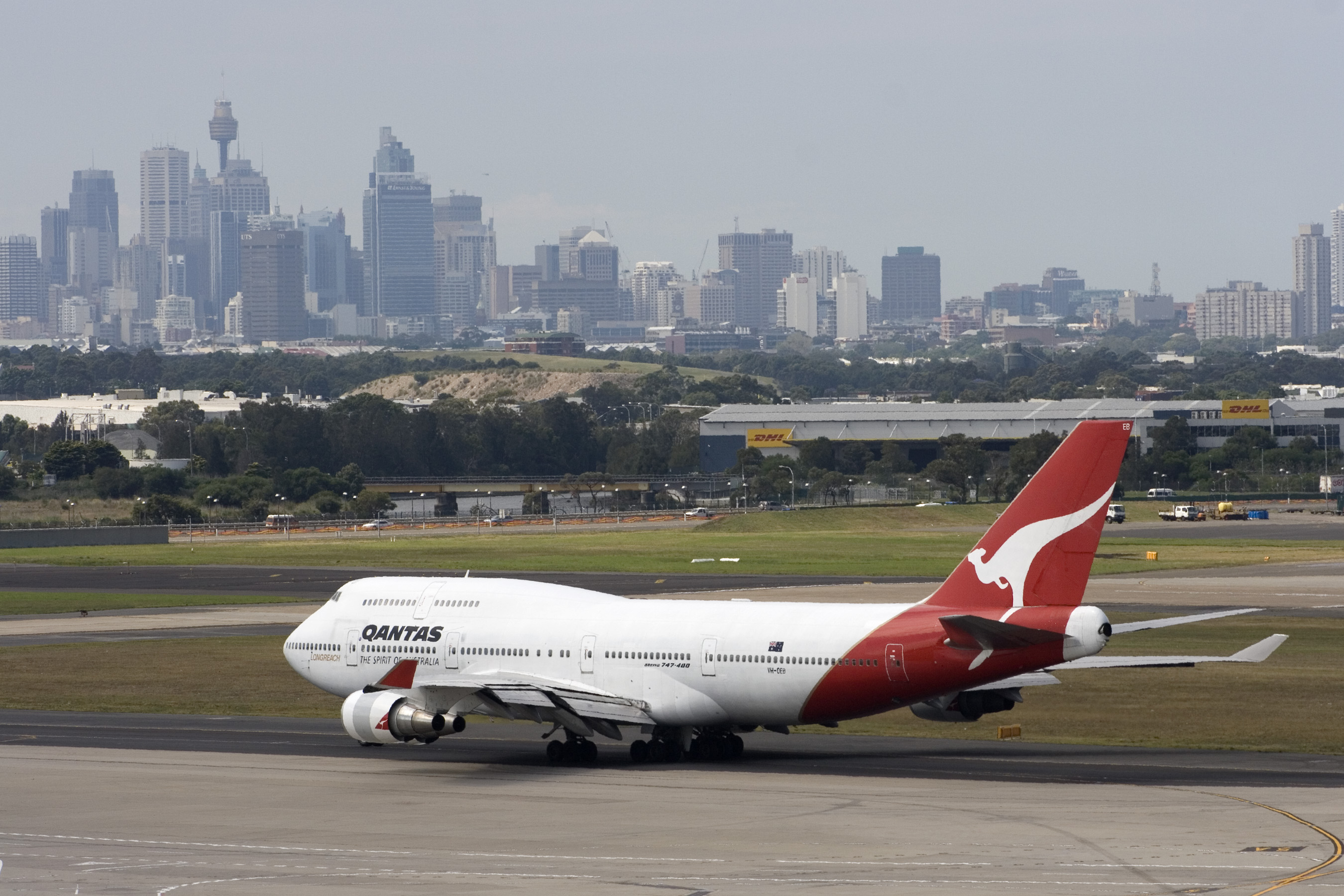
Boeing 747-400 de Qantas à Sydney.
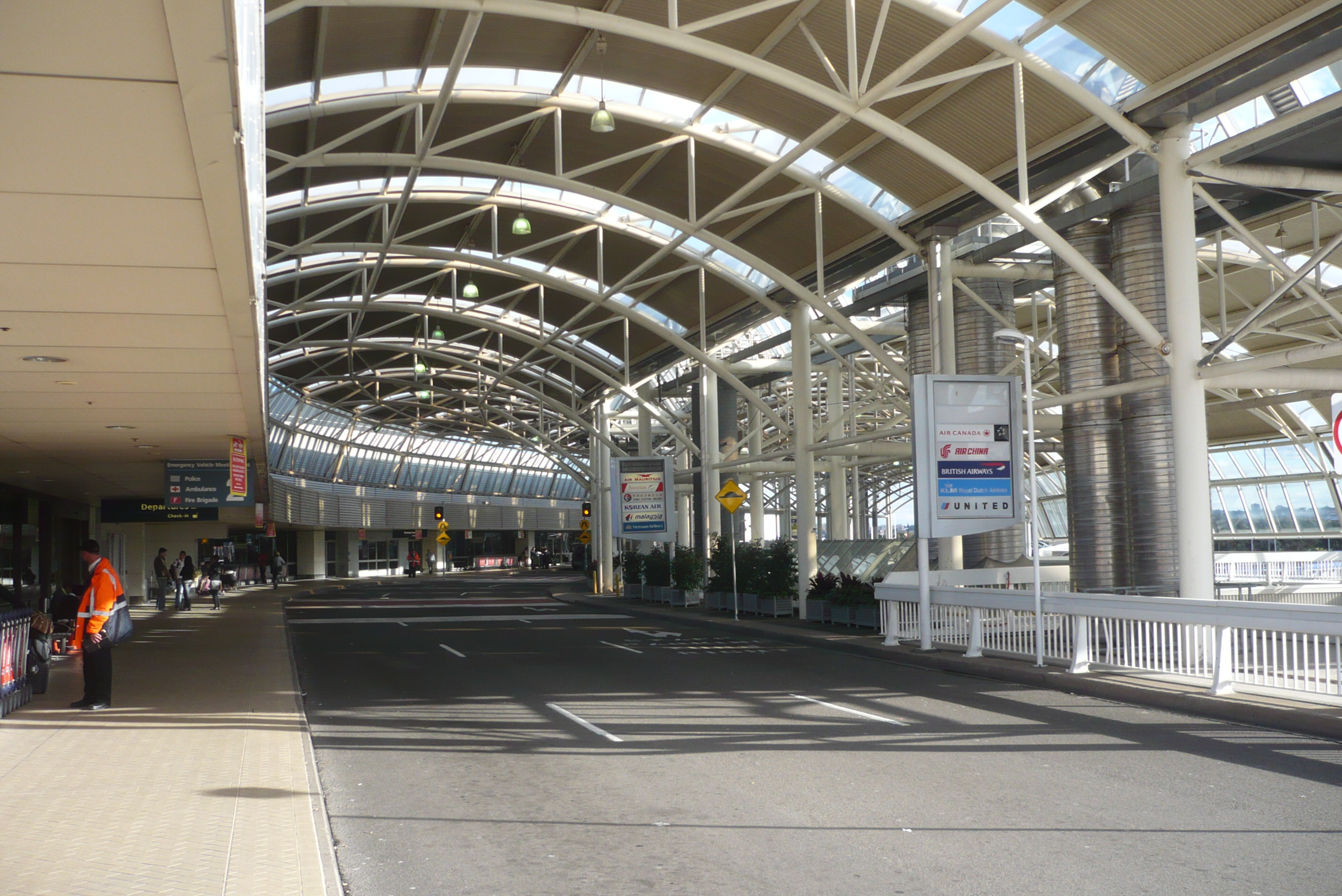
Hall.
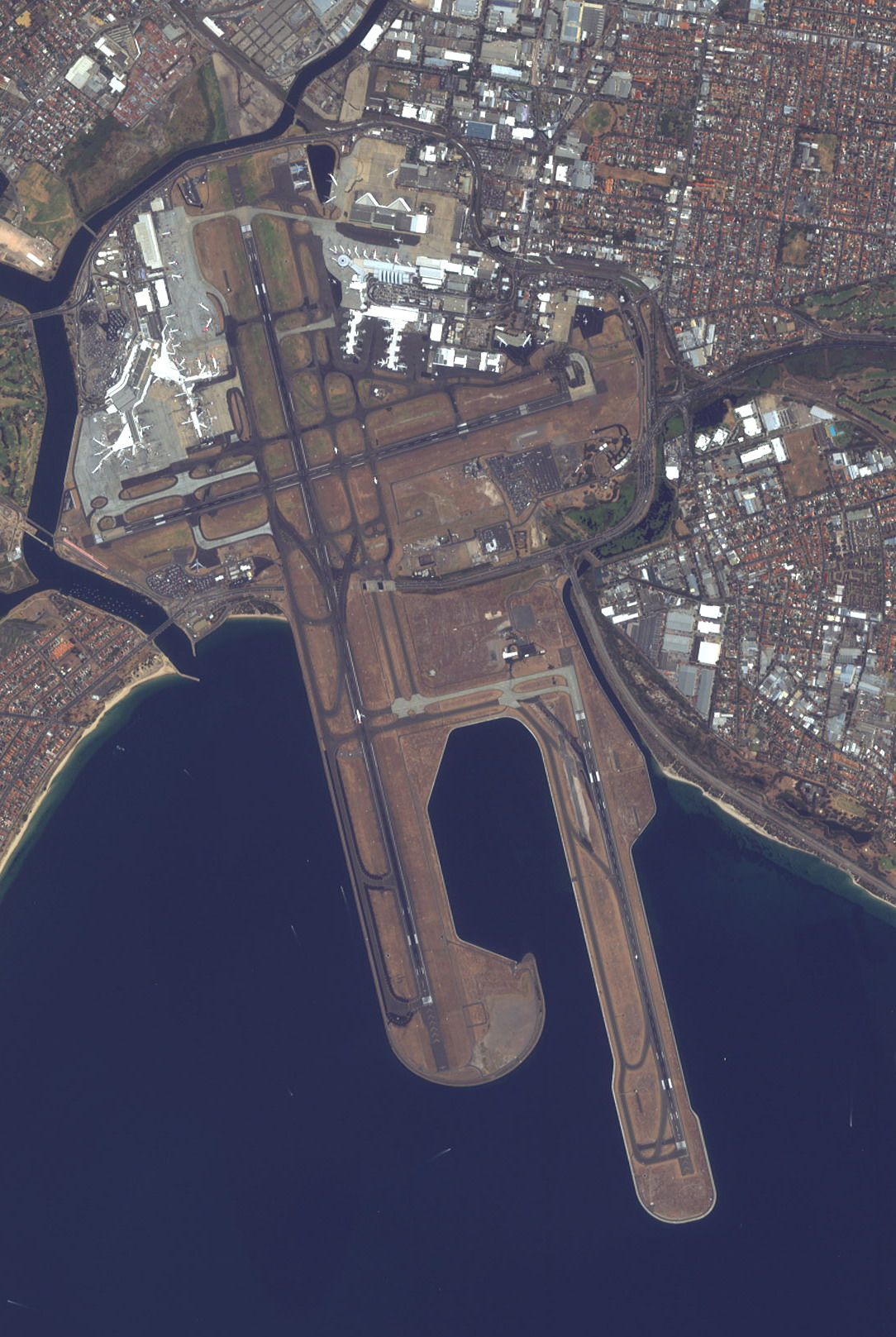
Vue satellite.
Plan de l'aéroport.
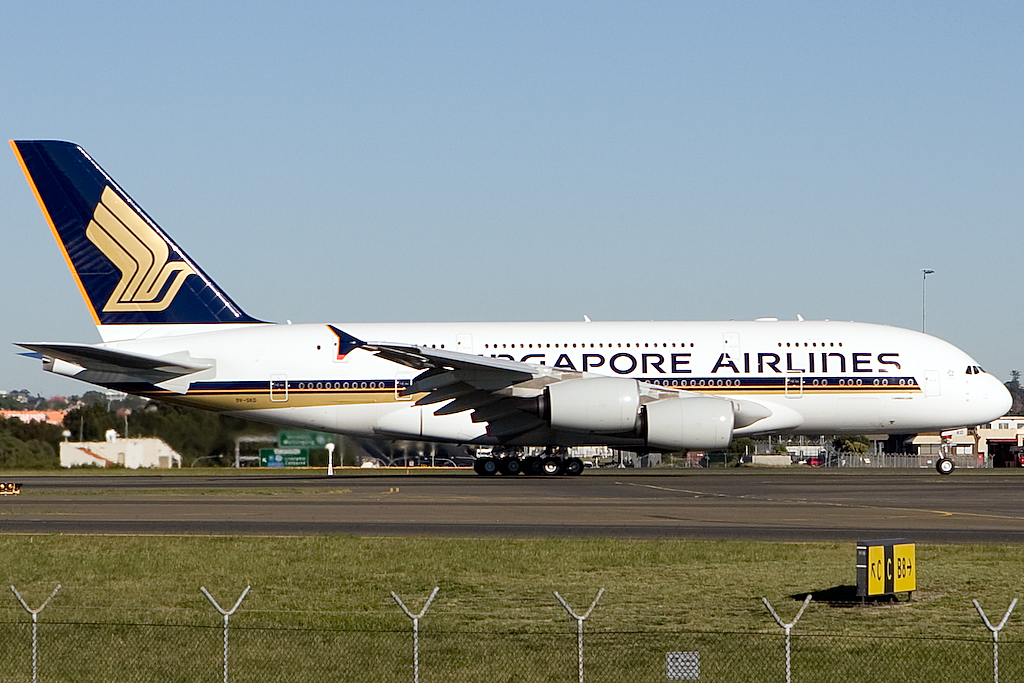
A380 de Singapore Airlines à Sydney.

## A380
À la mi-novembre 2005, l'Airbus A380 effectue une tournée de démonstration et de promotion en Asie du Sud-Est et en Australie. L'avion se pose sur les aéroports de Singapour, Brisbane, Sydney et Kuala Lumpur en portant successivement les couleurs de Singapore Airlines, Qantas et Malaysia Airlines. L'aéroport de Sydney est le premier à accueillir un vol commercial d'un Airbus A380 le 26 octobre 2007 avec un vol de Singapore Airlines en provenance de l'aéroport Changi de Singapour. Les sièges du vol, vendus sur eBay, rapportent 1,3 million de dollars américains. L'argent est redistribué à des œuvres caritatives.

## Statistiques
Pour des raisons techniques, il est temporairement impossible d'afficher le graphique qui aurait dû être présenté ici.

Voir la requête brute et les sources sur Wikidata.

### Impact de la pandémie de Covid-19
Pour des raisons techniques, il est temporairement impossible d'afficher le graphique qui aurait dû être présenté ici.

Voir la requête brute et les sources sur Wikidata.

## Compagnies et destinations
| Compagnies               | Destinations |
| ------------------------ | --- |
| Air Canada               | Toronto (Pearson), Vancouver |
| Air China                | Pékin-Capitale, Chengdu-Shuangliu, Shanghai-Pudong |
| Air India                | Delhi-Indira Gandhi |
| Air New Zealand          | Auckland, Christchurch, Île Norfolk, Queenstown, Tasmanie (en), Rarotonga-Avarua, Wellington |
| Air Niugini              | Port Moresby-Jacksons |
| Air Vanuatu              | Port-Vila Bauerfield |
| AirAsia X                | Kuala Lumpur |
| Aircalin                 | Nouméa - La Tontouta |
| All Nippon Airways       | Tokyo-Haneda |
| American Airlines        | Los Angeles |
| Asiana Airlines          | Séoul-Incheon |
| Beijing Capital Airlines | Qingdao-Jiaodong |
| British Airways          | Londres-Heathrow, Singapour-Changi |
| Cathay Pacific           | Hong Kong |
| Cebu Pacific             | Manille-N. Aquino |
| China Airlines           | Taïwan-Taoyuan |
| China Eastern Airlines   | Pékin-Capitale, Hangzhou-Xiaoshan, Kunming-Changshui, Nankin, Shanghai-Pudong, Wuhan |
| China Southern Airlines  | Canton-Baiyun, Shenzhen-Bao'an |
| Delta Air Lines          | Los Angeles |
| Emirates                 | Bangkok-Suvarnabhumi, Christchurch, Dubaï |
| Etihad Airways           | Abou Dabi |
| Fiji Airways             | Nadi, Suva-Nausori |
| FlyPelican               | Mudgee (en), Newcastle (Nouvelle Galles du Sud), Taree |
| Fly Corporate            | Narrabri (en) |
| Garuda Indonesia         | Denpasar-Bali, Djakarta-S.-Hatta |
| Hainan Airlines          | Changsha, Haikou, Xi'an-Xianyang |
| Hawaiian Airlines        | Honolulu |
| Japan Airlines           | Tokyo-Narita |
| Jetstar Airways          | - Adélaïde, - Auckland, - Melbourne-Avalon, - Ayers Rock, - Ballina (en), - Brisbane, - Cairns, - Christchurch, - Darwin, - Denpasar-Bali, - Gold Coast-Coolangatta, - Hamilton Island-Grande barrière (en), - Hobart, - Honolulu, - Hô Chi Minh Ville (Tân Sơn Nhất), - Launceston (en), - Melbourne-Tullamarine, - Nadi, - Perth, - Phuket, - Proserpine-Whitsunday Coast (en), - Queenstown, - Sunshine Coast (en), - Townsville |
| Korean Air               | Séoul-Incheon |
| LATAM Chile              | Auckland, Santiago du Chili-A.-M.-Benítez |
| Malaysia Airlines        | Kuala Lumpur |
| Philippine Airlines      | Manille-N. Aquino |
| Qantas                   | - Adélaïde, - Alice Springs, - Auckland, - Bangkok-Suvarnabhumi, - Pékin-Capitale, - Brisbane, - Cairns, - Canberra, - Christchurch, - Dallas-Fort Worth, - Darwin, - Delhi-Indira Gandhi, - Denpasar-Bali, - Gold Coast-Coolangatta, - Hamilton Island-Grande barrière (en), - Hobart, - Hong Kong, - Honolulu, - Djakarta-S.-Hatta, - Johannesbourg OR Tambo, - Los Angeles, - Londres-Heathrow, - Manille-N. Aquino, - Melbourne-Tullamarine, - New York-John F. Kennedy, - Nouméa - La Tontouta, - Osaka-Kansai, - Paris-Charles de Gaulle, - Perth, - Queenstown, - Rome Léonard-de-Vinci/Fiumicino, - San Francisco, - Santiago du Chili-A.-M.-Benítez, - Shanghai-Pudong, - Singapour-Changi, - Tokyo-Haneda, - Wellington En saison : Broome, Vancouver |
| QantasLink               | - Adélaïde, - Albury, - Armidale (en), - Brisbane, - Canberra, - Coffs Harbour (en), - Dubbo (en), - Gold Coast-Coolangatta, - Hamilton Island-Grande barrière (en), - Hobart, - Lord Howe Island, - Melbourne-Tullamarine, - Moree (en), - Port Macquarie (en), - Sunshine Coast (en), - Tamworth (en), - Toowoomba Wellcamp (en), - Wagga Wagga (en) |
| Qatar Airways            | Doha-Hamad |
| Regional Express         | - Albury, - Armidale (en), - Ballina (en), - Bathurst (en), - Broken Hill, - Cooma (en), - Dubbo (en), - Grafton (en), - Griffith (en), - Lismore (en), - Merimbula (en), - Mildura (en), - Moruya (en), - Narrandera (en), - Newcastle (Nouvelle Galles du Sud), - Orange, NGS (en), - Parkes (en), - Wagga Wagga (en) |
| Samoa Airways            | Apia-Faleolo |
| Scoot                    | Singapour-Changi |
| Sichuan Airlines         | Chongqing-Jiangbei |
| Singapore Airlines       | Singapour-Changi |
| Solomon Airlines         | Honiara |
| Tasman Cargo Airlines    | Auckland |
| Thai Airways             | Bangkok-Suvarnabhumi |
| Tianjin Airlines         | Tianjin Binhai, Zhengzhou |
| United Airlines          | Houston-George Bush, Los Angeles, San Francisco |
| Vietnam Airlines         | Hanoï-Nội Bài, Hô Chi Minh Ville (Tân Sơn Nhất) |
| Virgin Australia         | - Adélaïde, - Albury, - Apia-Faleolo - Auckland, - Ayers Rock, - Ballina (en), - Brisbane, - Cairns, - Canberra, - Christchurch, - Coffs Harbour (en), - Darwin, - Denpasar-Bali, - Gold Coast-Coolangatta, - Hamilton Island-Grande barrière (en), - Hervey Bay (en), - Hobart, - Launceston (en), - Los Angeles, - Melbourne-Tullamarine, - Nadi, - Nuku'alofa, - Perth, - Port Macquarie (en), - Queenstown, Tasmanie (en), - Sunshine Coast (en), - Tamworth (en), - Townsville |
| XiamenAir                | Fuzhou-Chánglè, Xiamen-Gaoqi |

Édité le 18/03/2018

## Projets
En décembre 2011, l'aéroport de Sydney a annoncé une proposition visant à diviser l'aéroport en deux zones basées sur l'alliance de compagnies aériennes ; intégrant les services internationaux, nationaux et régionaux sous un même toit d'ici 2019. Les terminaux nationaux actuels 2 et 3 seraient utilisés par Qantas, Jetstar et les membres de l'alliance des compagnies aériennes oneworld, tandis que le terminal international 1 actuel serait utilisé par Virgin Australia et son international les partenaires. D'autres compagnies aériennes internationales continueraient à opérer à partir du T1. 
En septembre 2012, l'aéroport de Sydney et le PDG de Kerrie Mather, MD, ont annoncé que l'aéroport avait abandonné la proposition de créer des terminaux basés sur des alliances au profit de terminaux « basés sur les besoins spécifiques des compagnies aériennes et les flux de transfert (de passagers) ». Elle a déclaré que le plan était de minimiser le nombre de passagers transférés entre les terminaux.  En juin 2013, l'aéroport a publié une version provisoire de son plan directeur 2013, qui propose d'exploiter des vols intérieurs et internationaux à partir des mêmes terminaux à l'aide de « portails battants », ainsi que de moderniser le terminal 3 (actuellement le terminal national de Qantas) pour accueillir l'Airbus A380. 
Le 17 février 2014, le gouvernement australien a approuvé le plan directeur 2033 de l'aéroport de Sydney qui décrit les plans de l'aéroport pour répondre à la demande prévue de 74 millions de passagers en 2033. Ce plan comprend le tout premier plan de transport terrestre intégré de l'aéroport de Sydney. 
En 2026, l'aéroport ne sera plus le seul international dans la ville. Le nouvel aéroport s'appellera le Western Sydney Airport ou Nancy-Bird Walton Airport.